# Маринетти, Филиппо Томмазо
Фили́ппо Томма́зо Марине́тти (итал. Filippo Tommaso Marinetti; 22 декабря 1876[…], Александрия, Египет — 2 декабря 1944[…], Белладжо, Королевство Италия) — итальянский писатель, поэт, основатель футуризма, один из идеологов фашизма.
Основал ряд футуристических журналов («Lacerba», «Poesia») и издательство («Poesia»).
Автор первого манифеста футуризма (опубликован в парижской «Фигаро» 20 февраля 1909), один из основоположников аэроживописи.
В 1910 году издал роман «Мафарка-футурист».
В 1914 году посетил Россию по приглашению русских футуристов.
Основал собственную политическую партию в 1918 году, чтобы расширить и воплотить идеалы футуристического движения в политическую борьбу. В 1920 году она объединилась с Итальянским союзом борьбы.
Один из основателей итальянского фашизма, тесно сотрудничал с Муссолини. В позднем творчестве развивал обновлённую версию футуризма — так называемую аэропоэзию (манифест которой опубликовал в 1931 году).
В 1942 году 65-летний Маринетти воевал на территории СССР в составе итальянского экспедиционного корпуса. Был ранен под Сталинградом.
Умер от остановки сердца 2 декабря 1944 года.